# سمیر سوباش نایک
سمیر سوباش نایک (انگلیسی: Samir Subash Naik؛ زادهٔ ۸ اوت ۱۹۷۹) بازیکن سابق و مربی فوتبال اهل هند است.
از باشگاه‌هایی که در آن بازی کرده است می‌توان به باشگاه فوتبال دمپو اشاره کرد.
وی همچنین در تیم‌های ملی فوتبال زیر ۲۳ سال هند و هند بازی کرده است.